# Concord Management and Consulting
Concord Management and Consulting (en russe : Конкорд Менеджмент и Консалтинг) est une entreprise membre du groupe Concord, appartenant pour moitié à la famille de l'oligarque russe Evgueni Prigojine, fondateur du groupe Wagner et proche de Vladimir Poutine, jusqu'à sa mort dans le crash de l'avion du groupe Wagner en 2023.
Basée à Saint-Pétersbourg, en Russie, elle possède et exploite plusieurs restaurants.
C'est aussi la société mère de Concord Catering.

## Histoire
La société est fondée par Evgueni Prigojine en 1995. Il en est le propriétaire (coté) jusqu'en 2009. À partir de 2011, c'est Violetta Prigojina, la mère d'Evgueni Prigojine, qui en est la propriétaire répertoriée.

## Réalisations
Concord Management and Consulting est notamment connue pour avoir construit et géré le « Versailles du Nord » (Северный Версаль), un lotissement organisé sous la forme d'une résidence fermée situé dans le quartier Lakhti-Primorski à Saint-Pétersbourg. Evgueni Prigojine y possédait une propriété. Une section entière de la rue Novaïa est fermée au public par des clôtures et l'entrée est surveillée par des gardes, en dépit du fait que, selon les documents d'urbanisme, la rue soit officiellement toujours un espace public, avec droit de passage pour tous.
Concord Management and Consulting détient 50 % de l'entreprise LLC Megaline, qui reçoit la plupart des contrats de construction de bâtiments pour les forces armées de la fédération de Russie en 2016, dans le cadre d'un appel d'offres que certains observateurs estiment truqué : les avocats de Concord Management and Consulting suggèrent en effet un ensemble d'amendements au ministère de la Défense pour modifier les lois de telle sorte que Megaline puisse candidater pour les contrats, alors qu'elle n'aurait autrement pas été habilitée à répondre à l'appel d'offres. Les amendements, soumis à la Douma par le gouvernement le 11 février 2014, sont adoptés le 16 avril 2014.
Le 20 juin 2017, le département du Trésor des États-Unis ajoute Concord Management and Consulting à la liste des entreprises sanctionnées pour les interventions militaires russes en Crimée et dans le reste de l'Ukraine.
En novembre 2017, l'entreprise annonce qu'un dénommé Dmitri Valerievitch Outkine devient son directeur général, en remplacement d'Anastasia Saoutina. Il s'agit en fait d'une manipulation de la part de Prigojine : l'homme s'appelle en réalité Alexeï Karnaoukhov et a changé de nom pour prendre celui de Dmitri Outkine, proche de Prigojine et commandant opérationnel du groupe Wagner. Karnaoukhov est finalement licencié en mars 2018, mais Prigojine utilise le même stratagème quelques années plus tard, nommant un nouveau Outkine, cette fois Alexandre Anoufriev, à la tête d'une autre de ses entreprises,. Selon Bellingcat, qui cite plusieurs médias russes, il pourrait s'agir d'une provocation à l'égard des États-Unis, qui ont placé Outkine sous sanctions.

## Accusations
En février 2018, le département de la Justice des États-Unis publie un acte d'accusation alléguant que Concord Management and Consulting soutient financièrement depuis 2014 le groupe Internet Research Agency, lequel a interféré dans l'élection présidentielle américaine de 2016 pour favoriser la victoire de Donald Trump,.
Une première audience a eu lieu en mai 2018. 6 mois plus tard, le 16 novembre, The Hill rapporte qu'un juge fédéral américain a confirmé l'acte d'accusation du juge Robert Mueller.
Les audiences s'étalent tout au long de l'année et jusqu'en 2019.
Le 16 mars 2020, les charges retenues contre Concord Management and Consulting sont rejetées avec préjudice.
Les procureurs se plaignent de la non-soumission par Concord de toutes les informations requises par le tribunal, et déclarent que le procès pourrait révéler des « outils et techniques » d'enquête américains[pas clair].
Ils ajoutent que le gouvernement américain n'aurait pas été en mesure de présenter des preuves au tribunal car une telle présentation aurait compromis des documents classifiés,.
L'avocat de la défense de Concord, Eric Dubelier, suggère que l'acte d'accusation était politique, affirmant que « les preuves étaient complètement dépourvues de toute information pouvant établir que les accusés savaient que ce qu'ils faisaient violait les lois et réglementations américaines très complexes »,.
Le Financial Times décrit l'acte d'accusation comme « un faux-pas, rare de la part de M. Mueller », car l'inculpation d'une personne morale a dans ce cas permis à Concord « d'obtenir des informations sur l'affaire, de narguer les États-Unis devant un tribunal fédéral et d'aller en justice sans craindre d'en subir les conséquences ». Les procureurs américains déclarent que le gouvernement américain poursuivrait des accusations, individuelles cette fois, contre Prigojine[Passage à actualiser].